# Чемпіонат Європи з водних видів спорту 1926
47°31′13″ пн. ш. 19°02′13″ сх. д. / 47.5203° пн. ш. 19.0369° сх. д.
Чемпіонат Європи з водних видів спорту 1926, 1-й за ліком, тривав з 18 до 26 серпня 1926 року в Будапешті (Угорщина). Розіграно нагороди з плавання (на довгій воді), стрибків у воду і водного поло. Змагалися тільки чоловіки.

## Таблиця медалей
*   Країна-господарка ( Угорщина)
| Місце               | Країна              | Золото | Срібло | Бронза | Загалом |
| ------------------- | ------------------- | ------ | ------ | ------ | ------- |
| 1                   | Німеччина           | 5      | 3      | 4      | 12      |
| 2                   | Швеція              | 2      | 3      | 3      | 8       |
| 3                   | Угорщина*           | 2      | 2      | 0      | 4       |
| 4                   | Бельгія             | 0      | 1      | 0      | 1       |
| 5                   | Велика Британія     | 0      | 0      | 1      | 1       |
| 5                   | Чехословаччина      | 0      | 0      | 1      | 1       |
| Загалом (6 збірних) | Загалом (6 збірних) | 9      | 9      | 9      | 27      |

## Медальний залік

### Стрибки у воду
| Дисципліна    | Золото     | Золото | Срібло              | Срібло | Бронза                      | Бронза |
| ------------- | ---------- | ------ | ------------------- | ------ | --------------------------- | ------ |
| Трамплін, 3 м | Артур Мунд | 186.42 | Йозеф Лехнір        | 173.52 | Юліус Балаш Чехословаччина  | 164.72 |
| Platform      | Ганс Лубер | 112.84 | Гельґе Еберґ Швеція | 107.60 | Елберт Найт Велика Британія | 101.60 |

### Плавання
| Дисципліна                      | Золото                                                          | Золото  | Срібло                                                | Срібло  | Бронза                                                | Бронза  |
| ------------------------------- | --------------------------------------------------------------- | ------- | ----------------------------------------------------- | ------- | ----------------------------------------------------- | ------- |
| 100 м вільним стилем            | Іштван Барань                                                   | 1:01.0  | Арне Борґ Швеція                                      | 1:01.1  | Ґеорґ Вернер Швеція                                   | 1:03.6  |
| 400 м вільним стилем            | Арне Борґ Швеція                                                | 5:14.2  | Герберт Гайнріх                                       | 5:21.4  | Фрідріх Берґес                                        | 5:25.6  |
| 1500 м вільним стилем           | Арне Борґ Швеція                                                | 21:29.2 | Фрідріх Берґес                                        | 22:08.2 | Йоахім Радемахер                                      | 22:19.8 |
| 100 м на спині                  | Ґустаф Фреліх                                                   | 1:16.0  | Карой Барта                                           | 1:16.0  | Ескіль Лундаль Швеція                                 | 1:16.1  |
| 200 м брасом                    | Еріх Радемахер                                                  | 2:52.6  | Луїс Ван Парейс Бельгія                               | 2:54.8  | Вільгельм Прасе                                       | 3:00.1  |
| естафета 4×200 м вільним стилем | Авґуст Гайтманн Йоахім Радемахер Фрідріх Берґер Герберт Гайнріх | 9:57.2  | Золтан Бітшкей Андраш Ваніє Геза Сігріц Іштван Барань | 10:03.4 | Швеція Оке Борґ Арне Борґ Ескіль Лундаль Ґеорґ Вернер | 10:06.8 |

### Водне поло
| Дисципліна       | Золото   | Срібло | Бронза    |
| ---------------- | -------- | ------ | --------- |
| Турнір чоловіків | Угорщина | Швеція | Німеччина |